# Bas van Erp
Bas van Erp (Boxtel, 2 juli 1979 – Liempde, 3 april 2016) was een Nederlands rolstoeltennisser, die uitkwam in de categorie quad. In mei 1999 bereikte hij de derde plaats op de ITF-wereldranglijst in het enkelspel – in het dubbelspel bereikte hij de vierde plaats, in juli 2003.

## Biografie
Van Erp heeft meegedaan aan de Paralympische Zomerspelen 2004 in Athene waar hij zowel in het enkel- als in het dubbelspel brons won. 
Na de Spelen in Athene overwoog Van Erp te stoppen. Hij was ernstig ziek geworden. Eenmaal hersteld zette hij zich optimaal in om nog één keer de Paralympics te halen. Dat werden die in Peking, maar hij wist in Peking geen medaille te winnen.
In het dagelijks leven was hij receptionist en boekhouder.
Hij overleed in zijn huis in Liempde op 36-jarige leeftijd.